# أركانجيلو كانيتولي
أركانجيلو كانيتولي (1460 - 16 أبريل 1513) هو كاهن كاثوليكي إيطالي وأحد الكهنة المنتظمين في سانتا ماريا دي رينو.  نجا كانيتولي من مذبحة والديه وإخوته الذين قُتلوا في بولونيا خلال نزاع سياسي واعتنق الحياة الدينية بعد فترة وجيزة حيث أصبح معروفًا لدرجة أنه رفض العروض المتكررة للعمل كرئيس أساقفة بولونيا ورئيس أساقفة فلورنسا. . 
وقع تطويبه على الموافقة الكاملة في 2 أكتوبر 1748 بعد موافقت البابا بنديكتوس الرابع عشر على "عبادة" الكاهن الراحل المحلية - أو التفاني الشعبي. 

## روابط خارجية
- القديسين SQPN